# Matilda Mother
Matilda Mother — психоделічна композиція британської групи Pink Floyd, вийшла на їх дебютній платівці The Piper at the Gates of Dawn в 1967 році.

## Музика і слова
У тексті пісень цитуються фрагменти казок, які читає матір ліричному героєві, і під час співу хорової групи він закликає її «розказати більше». Matilda Mother представляє спільну тему в творчості Баретта: його ностальгію за дитинством та усвідомлення того, що його неможливо відновити.
Початковий варіант віршів до пісні «Matilda Mother» Сід Барретт написав, використовуючи тексти дитячої поезії англійського літератора Хілері Беллока. Лідер Pink Floyd запозичив три фрагмента з «Повчальних казок для дітей», в яких розповідається про дітей, які погано себе вели і жорстоко за це поплатилися. Через можливі проблеми, пов'язані з авторськими правами, Сід Барретт був змушений під час студійної роботи над альбомом The Piper at the Gates of Dawn переписати куплети до пісні, кардинально змінивши їх зміст, але залишивши при цьому незмінними переходи між куплетами.
За припущенням Енді Маббетта, первісна версія пісні «Matilda Mother» мала назву «Sunshine», хоча, також ймовірно, що під такою назвою був записаний перший варіант пісні «Remember a Day».

## Альтернативні версії
Неопублікована раніше альтернативна версія вийшла у світ до 40-річчя The Piper at the Gates of Dawn.
Інший стереоремікс тієї ж альтернативної версії також вийшов у збірці An Introduction to Syd Barrett у 2010 році. Розширена версія цього міксу 2010 року з'явилася в колекційному виданні Pink Floyd: The Early Years 1965—1972.

## Учасники запису
- Сід Барретт — гітара, вокал;
- Роджер Вотерс — бас-гітара;
- Річард Райт — клавішні, орган, вокал;
- Нік Мейсон — ударні.